# Championnat d'Écosse de football 1972-1973
Navigation
Édition précédente Édition suivante
La 76e édition du championnat d'Écosse de football est remportée par le Celtic Football Club. C’est le 29e titre de champion et le huitième consécutif du club de Glasgow. Le Celtic l’emporte avec 1 point d’avance sur le Rangers FC. Le Hibernian FC complète le podium.
Le système de promotion/relégation reste en place: descente et montée automatique, sans matchs de barrage pour les deux derniers de première division et les deux premiers de deuxième division. Airdrieonians et Kilmarnock FC descendent en deuxième division. Ils sont remplacés pour la saison 1973/74 par Dunfermline Athletic et Clyde FC.
Avec 27 buts marqués en 34 matchs, Alan Gordon du Hibernian Football Club remporte pour la première fois le classement des meilleurs buteurs du championnat.

## Les clubs de l'édition 1972-1973
| \| Aberdeen FC Glasgow · Celtic - Rangers – Partick – Dumbarton Dundee · Dundee FC-United Édimbourg · Heart - Hibernian Kilmarnock FC East Fife Saint Johnstone Airdrieonians Greenock Morton Motherwell FC Ayr United Arbroath FC \| Localisation des clubs engagés dans le championnat. |
| Aberdeen FC Glasgow · Celtic - Rangers – Partick – Dumbarton Dundee · Dundee FC-United Édimbourg · Heart - Hibernian Kilmarnock FC East Fife Saint Johnstone Airdrieonians Greenock Morton Motherwell FC Ayr United Arbroath FC                                                           |

| Club                              | Ville      |
| --------------------------------- | ---------- |
| Aberdeen Football Club            | Aberdeen   |
| Airdrieonians Football Club       | Airdrie    |
| Arbroath Football Club            | Arbroath   |
| Ayr United Football Club          | Ayr        |
| Celtic Football Club              | Glasgow    |
| Dundee Football Club              | Dundee     |
| Dumbarton Football Club           | Dumbarton  |
| Dundee United Football Club       | Dundee     |
| East Fife Football Club           | Methil     |
| Falkirk Football Club             | Falkirk    |
| Greenock Morton Football Club     | Greenock   |
| Heart of Midlothian Football Club | Édimbourg  |
| Hibernian Football Club           | Leith      |
| Kilmarnock Football Club          | Kilmarnock |
| Motherwell Football Club          | Motherwell |
| Partick Thistle Football Club     | Glasgow    |
| Rangers Football Club             | Glasgow    |
| Saint Johnstone Football Club     | Perth      |

## Compétition

### Classement
Le classement est établi sur le barème de points classique (victoire à 2 points, match nul à 1, défaite à 0).
| Rang | Équipe              | Pts | J  | G  | N  | P  | Bp | Bc | Diff |
| ---- | ------------------- | --- | -- | -- | -- | -- | -- | -- | ---- |
| 1    | Celtic FC T         | 57  | 34 | 26 | 5  | 3  | 93 | 28 | +65  |
| 2    | Rangers FC C        | 56  | 34 | 26 | 4  | 4  | 74 | 30 | +44  |
| 3    | Hibernian FC        | 45  | 34 | 19 | 7  | 8  | 74 | 33 | +41  |
| 4    | Aberdeen FC         | 43  | 34 | 16 | 11 | 7  | 61 | 34 | +27  |
| 5    | Dundee FC           | 43  | 34 | 17 | 9  | 8  | 68 | 43 | +25  |
| 6    | Ayr United          | 40  | 34 | 16 | 8  | 10 | 50 | 51 | -1   |
| 7    | Dundee United       | 39  | 34 | 17 | 5  | 12 | 56 | 51 | +5   |
| 8    | Motherwell FC       | 31  | 34 | 11 | 9  | 14 | 38 | 48 | -10  |
| 9    | East Fife           | 30  | 34 | 11 | 8  | 15 | 46 | 54 | -8   |
| 10   | Heart of Midlothian | 30  | 34 | 12 | 6  | 16 | 39 | 50 | -11  |
| 11   | Saint Johnstone     | 29  | 34 | 10 | 9  | 15 | 52 | 67 | -15  |
| 12   | Greenock Morton     | 28  | 34 | 10 | 8  | 16 | 47 | 53 | -6   |
| 13   | Partick Thistle FC  | 28  | 34 | 10 | 8  | 16 | 40 | 53 | -13  |
| 14   | Falkirk FC          | 26  | 34 | 7  | 12 | 15 | 38 | 56 | -18  |
| 15   | Arbroath FC P       | 26  | 34 | 9  | 8  | 17 | 39 | 63 | -24  |
| 16   | Dumbarton FC P      | 23  | 34 | 6  | 11 | 17 | 43 | 72 | -29  |
| 17   | Kilmarnock FC       | 22  | 34 | 7  | 9  | 19 | 40 | 71 | -31  |
| 18   | Airdrieonians       | 16  | 34 | 4  | 8  | 22 | 34 | 75 | -41  |

| Légende : Qualifications et relégations | Légende : Qualifications et relégations                                        |
| --------------------------------------- | ------------------------------------------------------------------------------ |
|                                         | Coupe d'Europe des Clubs champions 1973-1974                                   |
|                                         | Coupe d'Europe des vainqueurs de coupe 1973-1974                               |
|                                         | Coupe UEFA 1973-1974                                                           |
|                                         | Relégation en deuxième division                                                |
|                                         | T : Tenant du titre C : Vainqueurs de la Coupe d'Écosse de football P : Promus |

## Bilan de la saison
| Tableau d'Honneur                |            |
| Compétition                      | Vainqueur  |
| Championnat d'Écosse de football | Celtic FC  |
| Coupe d'Écosse de football       | Rangers FC |

| Promotions et relégations |                               |
| Promus                    | Dunfermline Athletic Clyde FC |
| Relégués                  | Kilmarnock FC Airdrieonians   |

## Statistiques

### Meilleur buteur
- Alan Gordon, Hibernian FC, 27 buts.